# Acroneuria filicis
Acroneuria filicis är en bäcksländeart som beskrevs av Theodore Henry Frison 1942. Acroneuria filicis ingår i släktet Acroneuria och familjen jättebäcksländor. Inga underarter finns listade i Catalogue of Life.